# 朝里瑶族乡
朝里瑶族乡是中华人民共和国广西壮族自治区百色市凌云县下辖的一个民族乡。

## 行政区划
朝里瑶族乡下辖以下村级行政区划单位：
六作村、九联村、平塘村、百朝村、兰台村和羊襄村。